# Capitoli di Soul Eater

Copertina italiana del primo volume.

Questa voce è la lista dei capitoli del manga Soul Eater, scritto e disegnato da Atsushi Ohkubo. La serie segue le avventure di tre ragazzi, Maka Albarn, Black Star e Death the Kid, studenti della Shibusen (una scuola professionale per "maestri d'armi"), e delle rispettive "armi" (che possono assumere sembianze umane) Soul Eater, Tsubaki, Liz e Patti.
Il manga venne inizialmente pubblicato in tre separati one-shots serializzati tra il 24 giugno 2003 e il 26 novembre 2003 su due riviste manga pubblicate da Square Enix. Il primo one-shot fu pubblicato nell'estate del 2003 su un'edizione speciale di Gangan Powered, mentre il secondo one-shot seguì nell'autunno del 2003 sull'edizione speciale della stessa rivista, e il terzo one-shot fu pubblicato su Gangan Wing. Il manga iniziò ad essere serializzato regolarmente dalla Square Enix sulla rivista Monthly Shōnen Gangan a partire dal 12 maggio 2004. La serializzazione si è conclusa il 12 agosto 2013, per un totale di 113 capitoli raccolti in 25 volumi. Il primo tankōbon fu pubblicato dalla casa editrice Square Enix con l'etichetta Gangan Comics il 22 giugno 2004 in Giappone.
Il 14 maggio 2009 il primo volume del manga è stato pubblicato in Italia dalla casa editrice Panini comics con l'etichetta Planet Manga. La serie è pubblicata in lingua inglese da Yen Press ed è serializzata sulla rivista per manga di Yen Press Yen Plus.

## Volumi 1-10
| Nº | Titolo italiano | Data di prima pubblicazione              | Data di prima pubblicazione |
| Nº | Titolo italiano | Giapponese                               | Italiano                    |
| 1  | Listen to the beat of the SOUL | 22 giugno 2004 ISBN 978-4-7575-1223-8    | 14 maggio 2009              |
| 1  | Capitoli - Soul Eater (ソウル＝イーター?, Souru＝Ītā) - Black☆Star (ブラック☆スター?, Burakku☆Sutā) - Death the Kid (デス・ザ・キッド?, Desu Za Kiddo) - 001. Lezione supplementare (parte 1) (補習（前編）?, Hoshū (zenpen)) |                                          |                             |
| 1  | Trama Maka Albarn e il suo compagno d'armi, Soul Eater, hanno raccolto novantanove anime umane malvagie e riescono a raccogliere l'anima di Blair, che inizialmente considerano una strega, solo per scoprire che lei è in realtà un gatto magico, costringendoli a iniziare dal principio. Black Star e la sua compagna, Tsubaki Nakatsukasa, rintracciano la strega Angela e la sua guardia del corpo, Mifune, la cui anima è equivalente a novantanove anime umane; tuttavia, decidono di non ucciderli scoprendo che Angela è una bambina indifesa. Il figlio di Shinigami, Death the Kid, e le sue compagnie, Liz e Patty Thompson, vanno a caccia di anime in una piramide egizia piena di mummie, ma tutte le anime che raccolgono vengono confiscate dopo aver distrutto accidentalmente la piramide. Per rimediare alle anime che non sono riuscite a collezionare, Maka, Soul, Black Star e Tsubaki prendono una lezione di recupero dove combattono un insegnante dell'accademia non morto, Sid Barrett. |                                          |                             |
| 2  | The jet-black SOUL, Walk with me | 22 novembre 2004 ISBN 978-4-7575-1322-8  | 2 luglio 2009               |
| 2  | Capitoli - 002. Lezione supplementare (parte 2) (補習（後編）?, Hoshū (kōhen)) - 003. Nuovi studenti e osservazione delle anime (”新入生”と”魂観察”?, "Shinnyūsei" to "Tamashii kansatsu") - 004. La spada magica (parte 1) (魔剣ラグナロク（前編）?, Maken Ragunaroku (zenpen)) - 005. La spada magica (parte 2) (魔剣ラグナロク（後編）?, Maken Ragunaroku (kōhen)) |                                          |                             |
| 2  | Trama Maka, Soul, Black Star e Tsubaki sono sopraffatti in battaglia contro Franken Stein, il più potente maestro d'armi che si sia mai diplomato alla Shibusen, il quale rivela che la lotta è stata preparata per il loro corso di recupero e continua ad insegnare alla Shibusen. Kid decide di iscriversi alla Shibusen e mostra il suo immenso potere in battaglia contro Soul e Black Star, che sono incompatibili tra loro. Maka e Soul incontrano Crona, la portatrice della spada demoniaca Ragnarok, che assorbe le anime umane sotto gli ordini della strega Medusa e rischia di trasformarsi in un kishin, un dio demone che potrebbe immergere il mondo nel caos e nella follia. Soul è gravemente ferito mentre protegge Maka nella battaglia contro Crona, che viene sconfitta da Stein e Spirit, il padre di Maka. |                                          |                             |
| 3  | Rip off the pitch-black SOUL! | 22 aprile 2005 ISBN 978-4-7575-1413-3    | 10 settembre 2009           |
| 3  | Capitoli - 006. La spada sacra (聖剣?, Seiken) - 007. La Katana demoniaca (parte 1) (妖刀（前編）?, Yōtō (zenpen)) - 008. La Katana demoniaca (parte 2) (妖刀（後編）?, Yōtō (kōhen)) - 009. L'anima che può mettercela tutta (がんばれる魂?, Ganbareru tamashii) |                                          |                             |
| 3  | Trama Black Star e Kid cercano la sacra spada Excalibur, sperando di ottenere il suo potere leggendario, ma non riesce a sopportare il suo immenso egoismo e lo abbandonano. Black Star e Tsubaki vengono mandati a cercare Masamune, una spada demoniaca e il fratello di Tsubaki che sta attaccando gli umani. Tsubaki sconfigge suo fratello, assorbendo la sua anima e guadagnando i suoi poteri. Sperando di superare la sua dipendenza da Soul, Maka diventa disposta ad affrontare le sue paure di essere in pericolo. Nel frattempo, Medusa si finge infermiera alla Shibusen per sperimentare sul sangue nero, un liquido che induce alla pazzia che ha messo dentro Crona, e da cui Soul è stato infettato durante il combattimento. I suoi esperimenti causano l'ira di due streghe, Eruka Frog e Mizune, ma Medusa uccide Mizune e costringe Eruka a servirla. |                                          |                             |
| 4  | Let have mercy on the crying SOUL | 22 agosto 2005 ISBN 978-4-7575-1505-5    | 5 novembre 2009             |
| 4  | Capitoli - 010. L'esperimento (parte 1) (実験（前編）?, Jikken (zenpen)) - 011. L'esperimento (parte 2) (実験（後編）?, Jikken (kōhen)) - 012. (Super) esame scritto (超筆記試験?, Chō-hikkishiken) - 013. Kokuryo, il drago nero (parte 1) (黒龍?, Kokuryū (zenpen)) - 014. Kokuryo, il drago nero (parte 2) (黒龍?, Kokuryū (kōhen)) |                                          |                             |
| 4  | Trama Medusa arruola il lupo mannaro immortale Free per testare il sangue nero in Soul. Maka e Soul sconfiggono Free, ma Maka scopre di essere stata infettata dal sangue nero di Soul. Gli studenti della Shibusen hanno un esame approfondito che Soul, Black Star e Kid falliscono miseramente, anche se Maka ottiene il punteggio più alto della classe. Kid, Liz e Patty vengono inviati per investigare sulla nave vivente Niddhogg, che sta rubando anime umane. Crona e Ragnarok arrivano e assorbono tutte le anime a bordo della nave prima di ritirarsi nonostante i migliori sforzi di Kid, ma non prima di avvertire Kid di uno dei segreti più oscuri della Shibusen. |                                          |                             |
| 5  | While our SOUL lasts till the limit | 22 dicembre 2005 ISBN 978-4-7575-1584-0  | 9 gennaio 2010              |
| 5  | Capitoli - 015. Festa dell'anniversario della fondazione (創立記念前夜祭?, Sōritsu kinen zen'yasai) - 016. Scontro mortale alla festa (parte 1) (前夜祭の死闘（その1）?, Zen'yasai no shitō (sono ichi)) - 017. Scontro mortale alla festa (parte 2) (前夜祭の死闘（その2）?, Zen'yasai no shitō (sono ni)) - 018. Scontro mortale alla festa (parte 3) (前夜祭の死闘（その3）?, Zen'yasai no shitō (sono san)) |                                          |                             |
| 5  | Trama La Shibusen tiene una celebrazione per l'anniversario della sua fondazione. Medusa usa questo tempo per mettere in scena un attacco con Crona, Free, Eruka e e le sorelle Mizune per eseguire il suo piano finale: usare il sangue nero per risvegliare il kishin originale, Asura, che dorme sotto l'edificio. Maka, Black Star, Kid, Stein e i loro partner riescono a fuggire prima che il Sommo Shinigami e gli altri studenti vengano imprigionati in una dimensione tascabile da Free. Stein combatte Medusa con Spirit per permettere agli altri di fermare i suoi sottoposti dal risvegliare il kishin. Black Star e Kid rintracciano Free e Eruka mentre Maka rimane indietro per ingaggiare una lotta con Crona. Per sconfiggere Crona, Maka e Soul attingono al potere del sangue nero, che fa impazzire Maka. |                                          |                             |
| 6  | Let my heart come in touch with your SOUL | 22 aprile 2006 ISBN 978-4-7575-1671-7    | 4 marzo 2010                |
| 6  | Capitoli - 019. Scontro mortale alla festa (parte 4) (前夜祭の死闘（その4）?, Zen'yasai no shitō (sono yon)) - 020. Scontro mortale alla festa (parte 5) (前夜祭の死闘（その5）?, Zen'yasai no shitō (sono go)) - 021. Scontro mortale alla festa (parte 6) (前夜祭の死闘（その6）?, Zen'yasai no shitō (sono roku)) - 022. Scontro mortale alla festa (parte 7) (前夜祭の死闘（その7）?, Zen'yasai no shitō (sono nana)) |                                          |                             |
| 6  | Trama Maka riesce a determinare la fonte del trauma infantile di Crona prima che Soul la aiuti a riconquistare la sua sanità mentale. Maka quindi conforta Crona, che si arrende. Nel frattempo, la lotta tra Stein e Medusa porta a un punto morto, mentre Black Star e Kid arrivano per affrontare Free e Eruka nella camera di Asura. I combattenti sono tutti allucinati a causa della lunghezza d'onda della pazzia di Kishin, che distrae Black Star e consente ad Eruka di iniettare con successo Asura con sangue nero, risvegliandolo. Medusa gongola la sua vittoria, solo per essere apparentemente uccisa da Stein. Asura incontra il Sommo Shinigami, che è sfuggito alla prigione e combatte contro Asura disarmato. Tuttavia non riesce a sconfiggere Asura, che fugge. |                                          |                             |
| 7  | Let our SOULS drive us | 22 settembre 2006 ISBN 978-4-7575-1774-5 | 6 maggio 2010               |
| 7  | Capitoli - 023. Quotidianità (日常?, Nichijō) - 024. La prova d'ammissione (parte 1) (体験入閣（前編）?, Taiken nyūkaku (zenpen)) - 025. La prova d'ammissione (parte 2) (体験入閣（中篇）?, Taiken nyūkaku (chūhen)) - 026. La prova d'ammissione (parte 3) (体験入閣（後編）?, Taiken nyūkaku (kōhen)) - 027. La guardia del corpo (parte 1) (用心棒（前編）?, Yōjinbō (zenpen)) |                                          |                             |
| 7  | Trama Il Sommo Shinigami evoca le falci della morte Justin Law, Marie Mjolnir e Azusa Yumi alla Shibusen per chiedere il loro aiuto nella ricerca di Asura. Crona diventa uno studente in prova alla Shibusen e viene inviato in missione in Repubblica Ceca con Maka e Soul per trovare un golem che attacca persone. Scoprono che il golem contiene l'anima della strega Arachne, che riemerge dopo 800 anni e paralizza Maka. Justin salva Maka e Crona, e Arachne si ritira per riorganizzarsi con la sua organizzazione mondiale, Arachnophobia, che combatte contro la Shibusen. Black Star si infiltra in un centro di ricerca dell'Aracnofobia per vendicare Maka e incontra Mifune, che ora è un membro dell'Aracnofobia. |                                          |                             |
| 8  | A heart full of emotion, a SOUL full of dignity | 22 gennaio 2007 ISBN 978-4-7575-1922-0   | 15 luglio 2010              |
| 8  | Capitoli - 028. La guardia del corpo (parte 2) (用心棒（後編）?, Yōjinbō (kōhen)) - 029. Il serpente (蛇?, Hebi) - 030. Super espresso del rincontro (parte 1) (再会特急（前編）?, Saikai tokkyū (zenpen)) - 031. Super espresso del rincontro (parte 2) (再会特急（後編）?, Saikai tokkyū (kōhen)) |                                          |                             |
| 8  | Trama Mifune sconfigge Black Star e Sid distrugge la struttura di ricerca. Mentre Mifune si ritira, dà a Black Star e Tsubaki consigli su come controllare il potere della spada. Medusa, che è sopravvissuta alla sua battaglia con Stein nascondendosi nel corpo di un serpente, assume il corpo di una ragazza di Death City da utilizzare come ospite e fa infiltrare i suoi servi nell'Arachnofobia, progettando di rovesciare l'organizzazione di sua sorella Arachne. Kid viene inviato per trovare uno strumento demone su un treno che non ha mai smesso di funzionare per 100 anni. Trova il treno, con un agente di Aracnofobia e una sorella di Mizune che si unisce alla caccia per lo strumento. Kid riesce a trovare lo strumento e trova la firma di suo padre accanto a quella di Eibon, il creatore dello strumento. |                                          |                             |
| 9  | DUKES BLAZE, SOUL IGNITE | 22 maggio 2007 ISBN 978-4-7575-2015-8    | 9 settembre 2010            |
| 9  | Capitoli - 032. L'angolo della stanza (部屋の隅?, Heya no sumi) - Special. La leggenda della Spada Sacra (聖剣伝説?, Seiken densetsu) - 033. Lezione di combattimento (対抗授業?, Taikō jūgyō) - 034. BREW (parte 1) ("BREW"波乱（その1）?, "BREW" haran (sono ichi)) - 035. BREW (parte 2) ("BREW"波乱（その2）?, "BREW" haran (sono ni)) |                                          |                             |
| 9  | Trama Kid tenta di indagare su chi sia Eibon e scopre che il libro su Eibon è stato preso da qualcuno che assume come Medusa. Nel frattempo, Crona inizia ad adattarsi bene alla vita alla Shibusen, ma viene affrontato da Medusa, che chiede a Crona di fargli da spia. Crona mette un oggetto in Marie, la nuova partner di Stein, per aumentare la follia di Stein. Per contrastare la minaccia dell'Aracnofobia, Stein allena Maka, Black Star e Kid in una forma di combattimento in cui i tre sincronizzano le loro anime per combattere meglio in tandem. Sebbene Maka e Black Star siano inizialmente incompatibili, superano le loro differenze per il bene della loro squadra. Sommo Shinigami invia le forze della Shibusen per trovare Brew, uno dei più potenti strumenti demoniaci creati da Eibon. Mentre la battaglia infuria sull'isola dove si trova Brew, Maka, Black Star e Kid tentano di trovare Brew e incontrano Mosquito, uno dei primi servitori di Arachne.                             |                                          |                             |
| 10 | MIND SHUT, EYES SHUT, SOUL SHUT IN | 22 ottobre 2007 ISBN 978-4-7575-2132-2   | 4 novembre 2010             |
| 10 | Capitoli - 036. BREW (parte 3) ("BREW"波乱（その3）?, "BREW" haran (sono san)) - 037. BREW (parte 4) ("BREW"波乱（その4）?, "BREW" haran (sono yon)) - 038. Indagine interna (parte 1) (内部調査（前編）?, Naibu chōsa (zenpen)) - 039. Indagine interna (parte 2) (内部調査（後編）?, Naibu chōsa (kōhen)) |                                          |                             |
| 10 | Trama Anche se Maka, Black Star e Kid combattono con successo contro Mosquito, sono costretti a ritirarsi per impedire che i loro corpi vengano distrutti dal vortice di energia in cui Brew è nascosto. Tuttavia, Mosquito ritorna inconsapevolmente ad Arachnophobia con una replica di Brew, mentre Medusa inviò Mizune per recuperare Brew durante la battaglia. Temendo che ci sia una talpa all'interno di Shibusen, Shinigami evoca Joe Buttataki per indagare. Joe sospetta che la talpa sia Stein, che ha sperimentato attacchi di follia a causa del risveglio di Asura. Nel frattempo, Maka sente per caso Crona che parla con Eruka, rendendosi conto che Crona è una spia. Alla Shibusen, Black Star istiga deliberatamente una lotta con Kid per affrontare i suoi dubbi a causa della sua recente serie di sconfitte, e Kid lo sconfigge. Altrove, Joe viene attaccato e ucciso da un assalitore sconosciuto, e Spirit e Sid vengono a casa di Stein per arrestarlo.                                 |                                          |                             |

## Volumi 11-20
| Nº | Titolo italiano | Data di prima pubblicazione              | Data di prima pubblicazione |
| Nº | Titolo italiano | Giapponese                               | Italiano                    |
| 11 | FACE UP! EYES HIGH! BLAZE YOUR SOULS! | 22 marzo 2008 ISBN 978-4-7575-2239-8     | 13 gennaio 2011             |
| 11 | Capitoli - 040. Decisione (決意?, Ketsui) - 041. Il Clown (parte 1) (道化師（前編）?, Dōkeshi (zenpen)) - 042. Il Clown (parte 2) (道化師（中篇）?, Dōkeshi (chūhen)) - 043. Il Clown (parte 3) (道化師（後編）?, Dōkeshi (kōhen)) - 044. Scelta (選択?, Sentaku) |                                          |                             |
| 11 | Trama Spirit, Sid e Marie dicono a Stein che credono non sia l'assassino di Joe, e Spirit incarica Stein di lasciare Death City con Marie per trovare il vero colpevole. Nel frattempo, Black Star lascia Death City con Tsubaki, che suggerisce di andare a casa dei suoi genitori. Eruka arriva nella stanza di Crona per istruirlo su come lasciare la Shibusen. Il giorno seguente, Maka viene inviato con Kid per indagare su una fabbrica demoniaca. All'interno della fabbrica, Maka incontra un clown che è un prodotto della follia che Asura ha creato in tutto il mondo. Il pagliaccio cerca di sopraffare Maka con follia, ma Soul la aiuta a trovare il coraggio per superare la paura, aumentando enormemente il suo potere e permettendole di sconfiggere il clown. All'accademia, vengono trovati due agenti delle streghe; Kim Diehl, una strega segreta, fugge via dalla Shibusen con la sua compagna, Jacqueline O. Lantern Dupré, e le due sono accettate in Aracnofobia. il Sommo Shinigami apprende che le posizioni delle streghe sono state divulgate da Medusa, che offre un accordo per rivelare la posizione del quartier generale di Arachne.                                                                 |                                          |                             |
| 12 | SOULS, yet hidden, quite obscure. | 21 giugno 2008 ISBN 978-4-7575-2300-5    | 17 marzo 2011               |
| 12 | Capitoli - 045. Accordo segreto (取り引き?, Torihiki) - 046. Operazione: espugnare il castello di Baba Yaga (parte 1) (ババ・ヤガーの城攻略作戦（その1）?, Baba Yagā no shiro kōryaku sakusen (sono ichi)) - 047. Operazione: espugnare il castello di Baba Yaga (parte 2) (ババ・ヤガーの城攻略作戦（その2）?, Baba Yagā no shiro kōryaku sakusen (sono ni)) - 048. Operazione: espugnare il castello di Baba Yaga (parte 3) (ババ・ヤガーの城攻略作戦（その3）?, Baba Yagā no shiro kōryaku sakusen (sono san)) |                                          |                             |
| 12 | Trama Medusa offre di condurre una squadra d'assalto nel castello di Baba Yaga, il quartier generale di Arachne, e consegna al Sommo Shinigami il vero Brew in segno di buona fede. Il Sommo Shinigami è d'accordo e Maka, Kid, Ox Ford e Kilik Rung vengono assegnati alla squadra. Con l'aiuto di Medusa, la squadra riesce a eludere le difese perimetrali attorno al castello di Baba Yaga e con successo si infiltrano in esso. Medusa spiega che ci sono otto serrature nella stanza del trono di Arachne e che il gruppo dovrà separarsi per distruggerle. Ox tenta di cercare Kim, per la quale nutre sentimenti, nel castello. La trova manipolata da una macchina che abbassa la moralità, e lei lo trafigge, sostenendo che la sua alleanza è per l'Aracnofobia. Gli allarmi nel castello di Baba Yaga iniziano ad attivarsi con l'arrivo di Black Star, che attraversa tutte le difese del perimetro. |                                          |                             |
| 13 | IN THE NAME OF « SOUL » | 22 ottobre 2008 ISBN 978-4-7575-2400-2   | 19 maggio 2011              |
| 13 | Capitoli - 049. Operazione: espugnare il castello di Baba Yaga (parte 4) (ババ・ヤガーの城攻略作戦（その4）?, Baba Yagā no shiro kōryaku sakusen (sono yon)) - 050. Operazione: espugnare il castello di Baba Yaga (parte 5) (ババ・ヤガーの城攻略作戦（その5）?, Baba Yagā no shiro kōryaku sakusen (sono go)) - 051. Operazione: espugnare il castello di Baba Yaga (parte 6) (ババ・ヤガーの城攻略作戦（その6）?, Baba Yagā no shiro kōryaku sakusen (sono roku)) - 052. Operazione: espugnare il castello di Baba Yaga (parte 7) (ババ・ヤガーの城攻略作戦(その7)?, Baba Yagā no shiro kōryaku sakusen (sono nana)) |                                          |                             |
| 13 | Trama Black Star inizia a combattere Mifune, e grazie all'allenamento che ha avuto a casa di Tsubaki, è in grado di utilizzare pienamente l'abilità della spada demoniaca di Tsubaki e combatte alla pari con lui. All'interno del castello, Ox combatte Kim, e tenta di convincerla della sua devozione verso di lei. Riesce a superare la macchina della moralità strappando i suoi amati capelli, una sua caratteristica fisica che a Kim non piace; Kim è commossa da questo atto e cede. Altrove, Kid e Free incontrano Mosquito, che si trasforma nella sua forma più forte per combattere entrambi. |                                          |                             |
| 14 | ? | 21 marzo 2009 ISBN 978-4-7575-2509-2     | 21 luglio 2011              |
| 14 | Capitoli - 053. Operazione: espugnare il castello di Baba Yaga (parte 8) (ババ・ヤガーの城攻略作戦(その8)?, Baba Yagā no shiro kōryaku sakusen (sono hachi)) - 054. Operazione: espugnare il castello di Baba Yaga (parte 9) (ババ・ヤガーの城攻略作戦(その9)?, Baba Yagā no shiro kōryaku sakusen (sono kyū)) - 055. Operazione: espugnare il castello di Baba Yaga (parte 10) (ババ・ヤガーの城攻略作戦(その10)?, Baba Yagā no shiro kōryaku sakusen (sono jū)) - 056. Operazione: espugnare il castello di Baba Yaga (parte 11) (ババ・ヤガーの城攻略作戦(その11)?, Baba Yagā no shiro kōryaku sakusen (sono jūichi)) - 057. Operazione: espugnare il castello di Baba Yaga (parte 12) (ババ・ヤガーの城攻略作戦(その12)?, Baba Yagā no shiro kōryaku sakusen (sono jūni)) |                                          |                             |
| 14 | Trama Mentre combatte contro Mosquito, lo strumento demoniaco Brew che Kid tiene si attiva, permettendogli di tenere a bada gli attacchi di Mosquito prima che il nemico se ne vada. Altrove nel castello, Kilik combatte al fianco di Ox con le loro armi, e le ultime due serrature del castello vengono distrutte. Aracne attacca il gruppo di Maka con un attacco mentale, ma presto lo sfondano. Maka, Soul e Medusa entrano nella tana interiore di Arachne e scoprono il suo corpo senza vita. Mosquito combatte con Noah, ma viene ucciso rapidamente e Kid viene risucchiato nel libro di Eibon mentre Liz e Patty guardano con orrore. Fuori dal castello, Black Star continua la sua lotta con Mifune fino a quando non lo sconfigge definitivamente. |                                          |                             |
| 15 | I will get your SOUL | 18 settembre 2009 ISBN 978-4-7575-2678-5 | 22 settembre 2011           |
| 15 | Capitoli - 058. Operazione: espugnare il castello di Baba Yaga (parte 13) (ババ・ヤガーの城攻略作戦(その13)?, Baba Yagā no shiro kōryaku sakusen (sono jūsan)) - 059. Operazione: espugnare il castello di Baba Yaga (parte 14) (ババ・ヤガーの城攻略作戦(その14)?, Baba Yagā no shiro kōryaku sakusen (sono jūyon)) - 060. Operazione: espugnare il castello di Baba Yaga (parte 15) (ババ・ヤガーの城攻略作戦(その15)?, Baba Yagā no shiro kōryaku sakusen (sono jūgo)) - 061. Per il momento conclusione, e nuovi inizi (とりあえずまとめ、と始まり。?, Toriaezu matome, to hajimari.) - 062. Formazione (始動?, Shidō) |                                          |                             |
| 15 | Trama Aracne, assumendo una forma disincarnata, simile a un ragno, immediatamente neutralizza Maka, Soul e Medusa. Aracne usa la sua lunghezza d'onda della follia per guidare tutti nella struttura folle, anche se Maka e Soul contrastano con la musica rilassante di Soul trasmessa attraverso la lunghezza d'onda dell'anima di Maka a tutti gli altri attraverso le ragnatele di Arachne. Maka e Soul usano la tecnica del "Cacciatore di demoni" per uccidere Aracne e rivendicare la sua anima. Medusa prende il controllo del corpo scartato di Arachne e fugge dal castello dopo che il principe delle scimmie Enrique e la sua compagna Tezca Tlipoca arrivano dal Sud America. Con la missione finita, tutti tornano a Death City per riprendersi dalla prova. Stein e Marie affrontano Justin Law, il colpevole che ha ucciso Joe Buttataki, ma è in grado di cavarsela con l'aiuto di un artefatto magico. Dopodiché, il Sommo Shinigami crea una nuova squadra d'elite DWMA chiamata Spartoi, e Soul, dopo aver ottenuto 100 anime, diventa finalmente una falce della morte mangiando l'anima di Arachne. |                                          |                             |
| 16 | This is the new SOUL resonance | 22 febbraio 2010 ISBN 978-4-7575-2790-4  | 17 novembre 2011            |
| 16 | Capitoli - 063. Diventerò un angelo (天使になるもん?, Tenshi ni narumon) - 064. Stato Mentale (心構え?, Kokorogamae) - 065. Ali nere VS Ali bianche (黒羽 VS 白羽?, Kurohane bāsasu Shirohane) - 066. Le ricerche della Strega (parte 1) (魔女の研究(前編)?, Majo no kenkyū (zenpen)) - 067. Le ricerche della Strega (parte 2) (魔女の研究(後編)?, Majo no Kenkyū (kōhen)) |                                          |                             |
| 16 | Trama Mentre prova la sua nuova abilità di volo resa disponibile attraverso i poteri di Soul come falce della morte, Maka apprende che ora è considerata una risorsa preziosa per i suoi nemici e verrà cacciata, cosa che viene chiarita quando viene attaccata dal servo di Noè Gopher, che lei riesce a sconfiggere. Più tardi, Kilik, Kim, Liz e Patty recuperano le note di ricerca di Medusa nel suo vecchio laboratorio, incontrando e combattendo brevemente un clown nero prodotto da Medusa. Black Star, nel frattempo, cerca il nascondiglio di Medusa e incontra Crona. |                                          |                             |
| 17 | The SOUL with frenzy makes war | 22 luglio 2010 ISBN 978-4-7575-2930-4    | 19 gennaio 2012             |
| 17 | Capitoli - 068. L'abisso della disperazione, l'impurità, le tenebre (捺落、不浄、暗黒?, Naraku, fujō, ankoku) - 069. Triangolo d'amore (三角関係?, Sankaku kankei) - 070. Viaggio d'affari (出張?, Shucchō) - 071. Il primo sovrano (旧支配者?, Kyū shihaisha) - 072. Salvage (parte 1) (サルベージ(その1)?, Sarubēji (sono ichi)) |                                          |                             |
| 17 | Trama Black Star scopre durante la sua lotta con Crona che i suoi ricordi sono stati cancellati da Medusa. La lotta viene interrotta quando Medusa viene attaccata da Justin e ordina ad Eruka e Mizune di aiutare la fuga di Crona. Ci riescono, ma Eruka viene catturata da Black Star. Soul scopre che dozzine di altri studenti lo stanno chiedendo di diventare suoi partner ora che è una falce della morte. Maka cerca di non occuparsi della faccenda fino a quando non si accorge di una singola ragazza che spesso li fissa da lontano. Shinigami organizza un piano per salvare Kid dal libro di Eibon con l'aiuto delle streghe Kim, Risa, Arisa e Eruka, che aprono un portale nel libro per far entrare i membri dello Spartoí. Il gruppo inizia a navigare nei sette capitoli del libro grazie all'aiuto dell'Indice, ciascuno basato sui sette peccati capitali, a partire dal primo capitolo "Lussuria", in cui i membri del gruppo cambiano sesso. Nel frattempo, nel profondo del libro, Kid incontra una creatura amorfa nera che si riferisce a se stessa come a uno dei "Grandi Antichi", che lo consuma e inizia lentamente a spingerlo alla pazzia.                                                               |                                          |                             |
| 18 | The deep darkness invite insanity | 22 novembre 2010 ISBN 978-4-7575-3056-0  | 15 marzo 2012               |
| 18 | Capitoli - 073. Salvage (parte 2) (サルベージ(その2)?, Sarubēji (sono ni)) - 074. Salvage (parte 3) (サルベージ(その3)?, Sarubēji (sono san)) - 075. Salvage (parte 4) (サルベージ(その4)?, Sarubēji (sono yon)) - 076. Salvage (parte 5) (サルベージ(その5)?, Sarubēji (sono go)) |                                          |                             |
| 18 | Trama Gli Spartoi si fanno strada attraverso il Libro di Eibon in cerca di Kid che è stato consumato dalla follia dal Grande Antico. Dopo aver passato i capitoli Lussuria e Gola, Maka e Soul, che ritrovano il loro sesso, sono separati dagli Spartoi e sono intrappolati prima nel capitolo Invidia, dove la precedente ragazza sta torturando la mente di Maka facendola esitare riguardo al legame con Soul, e il capitolo dell'accidia in cui devono combattere Giriko mentre il resto si trova nei capitoli di Ira e Superbia di fronte a un noioso ospite inatteso, Excalibur. Pensando che Maka potesse sconfiggere Giriko con la musica del piano di Soul, tornerà in una nuova forma di corpo femminile grazie alla potenza di Brew. Nel frattempo, nel capitolo dell'avarizia, gli Spartoi ritrovano il loro genere tranne che per Tsubaki che è l'ultimo, e Black Star si trova faccia a faccia con Kid. |                                          |                             |
| 19 | The SOUL does what the SOUL pleases | 22 marzo 2011 ISBN 978-4-7575-3163-5     | 31 maggio 2012              |
| 19 | Capitoli - 077. Salvage (parte 6) (サルベージ(その6)?, Sarubēji (sono roku)) - 078. Salvage (parte 7) (サルベージ(その7)?, Sarubēji (sono nana)) - 079. Salvage (parte 8) (サルベージ(その8)?, Sarubēji (sono hachi)) - 080. Salvage (parte 9) (サルベージ(その9)?, Sarubēji (sono kyū)) - 081. Salvage (parte 10) (サルベージ(その10)?, Sarubēji (sono jū)) |                                          |                             |
| 19 | Trama Maka e Soul hanno difficoltà a combattere Giriko e quando tutto sembra finire, l'anima di Giriko inizia distruggersi perché non può trattenere 800 anni di sete di sangue e alla fine scompare. Il combattimento tra Black Star e Death the Kid sta diventando più violento, sono tutti consumati dalla follia della messa nera e vogliono scoprirsi a vicenda chi ha ragione e torto riguardo alla forza. Dopo aver risposto alla domanda della vera forza, la massa nera manda la squadra Spartoi nel mondo reale mentre la Shibusen sta combattendo Noah e i suoi seguaci. Kid, che dichiara di volere creare un mondo di armonia ed equilibrio, sconfigge e distrugge Noè con due delle linee di potere di Sanzu. Gopher si ritira volando via con il libro di Eibon e Brew mentre Justin si trova in un luogo familiare circondato da Clown che sembra essere il nascondiglio di Kishin. |                                          |                             |
| 20 | Before long The madness break out | 22 settembre 2011 ISBN 978-4-7575-3364-6 | 26 luglio 2012              |
| 20 | Capitoli - 082. Il luogo (行方?, Yukue) - 083. Sangue pazzo (狂血?) - 084. Recovery (リカバリー?, Rikabarī) - 085. Inseguimento (追跡?, Tsuiseki) - 086. Fuoco infernale (業火?, Gōka) - 087. Solo una semplice storia che parla di uccidere le persone (ただ人を殺す単純な物語?, Tada hito o korosu tanjun na monogatari) |                                          |                             |
| 20 | Trama Kid confessa a suo padre che il Noah che ha combattuto non è affatto umano perché ha appena avuto la personificazione dell'Avidità. L'Indice vuole insegnare attraverso il potere della conoscenza, ma secondo Shinigami, questo potere può creare un'altra forma di follia, e così l'Indice crea un altro Noah con la personificazione dell'Ira. Nel frattempo, Maka e Soul vengono chiamati a Mosca, dove Crona ha ucciso lo Zar Pushka, la falce della morte responsabile dell'Europa orientale, e il suo compagno con il potere del sangue pazzo. Sentendo il potere della pazzia, la ferita di Soul si apre e risveglia il suo vero potere. Dentro la sua anima, il piccolo orco cerca ancora di sottometterlo al potere della pazzia, ma Soul rifiuta ancora e ritrova se stesso. Allo stesso tempo, Crona continua a uccidere persone con il potere del sangue pazzo sotto gli ordini di Medusa. In un momento di relazione madre-figlio, Crona impazzisce e finisce per pugnalare sua madre. Nel frattempo, Justin viene trovato da Tezca e sembra aver scoperto dov'è nascosto il Kishin. Tezca, che combatte contro Justin cercando di farlo ragionare su ciò che è giusto e ciò che è sbagliato, viene ucciso da Justin. |                                          |                             |

## Volumi 21-25
| Nº | Titolo italiano | Data di prima pubblicazione             | Data di prima pubblicazione |
| Nº | Titolo italiano | Giapponese                              | Italiano                    |
| 21 | Keep the discipline all over the world | 22 febbraio 2012 ISBN 978-4-7575-3501-5 | 27 settembre 2012           |
| 21 | Capitoli - 088. Caccia (猟?, Ryō) - 089. Se alzi lo sguardo, lui è là (見上げれば奴がいる?, Miagereba yatsu ga iru) - 090. Luna (月?, Tsuki) - 091. Guerra sulla Luna (parte 1) (月面戦争（その 1）?, Getsumen Sensō (sono ichi)) - 092. Guerra sulla Luna (parte 2) (月面戦争（その 2）?, Getsumen Sensō (sono ni)) |                                         |                             |
| 21 | Trama Kid torna sull'isola perduta, dove trova Eibon che lo rende dubbioso su Shinigami perché pensa che le sue idee sull'Ordine possano essere la fonte della follia. Tornando alla Shibusen, la squadra Spartoi apprende che la pena di morte di Crona è stata aggiunta all'elenco di Shinigami e che nulla può essere annullato. Maka usa la sua abilità di percezione dell'anima combinata con il potere della falce della morte di Soul per trovare Crona attraverso il mondo. E invece di cercare Crona, la sua abilità l'ha portata alla fonte della follia, il Kishin nascosto sulla luna. La Shibusen, con le falci della morte rimaste, Death the Kid, e due della classe NOT, si sta preparando alla sua missione più importante: atterrare sulla luna e sbarazzarsi del Kishin dove Justin e il suo esercito di Clowns li stanno aspettando, mentre lo Spartoi sta andando in Italia per trovare Crona nel luogo in cui Maka lo ha incontrato per la prima volta. Inizia la guerra sulla luna e tutto si trasforma in un campo di battaglia. |                                         |                             |
| 22 | The desire and flames named insanity | 21 luglio 2012 ISBN 978-4-7575-3659-3   | 10 gennaio 2013             |
| 22 | Capitoli - 093. Guerra sulla Luna (parte 3) (月面戦争（その 3）?, Getsumen Sensō (sono san)) - 094. Guerra sulla Luna (parte 4) (月面戦争（その 4）?, Getsumen Sensō (sono yon)) - 095. Guerra sulla Luna (parte 5) (月面戦争（その 5）?, Getsumen Sensō (sono go)) - 096. Guerra sulla Luna (parte 6) (月面戦争（その 6）?, Getsumen Sensō (sono roku)) - 097. Guerra sulla Luna (parte 7) (月面戦争（その 7）?, Getsumen Sensō (sono nana)) |                                         |                             |
| 22 | Trama Mentre le forze della Shibusen combattono contro l'esercito del Clown, Stein usa il potere della follia e riesce a combattere alla pari con Justin e la sua stessa follia fino a quando non ha la possibilità di vincere contro di lui. Kid sta lottando contro un piccolo gruppo di Clown che ha il capacità di rigenerarsi grazie alla Lunghezza d'onda della follia di Kishin e Sid con Akane e Clay della Central Intelligence Agency della Shibusen stanno cercando il nascondiglio di Kishin all'interno del naso della luna dove attendono Noah e Gopher. Nel frattempo, Maka, che è determinata a riportare indietro Crona, alla fine lo trova, ma da quando ha assassinato sua madre vuole solo dipingere il mondo di nero e follia ottenendo il Kishin e quindi vola sulla luna. La squadra Spartoi è decisa a disobbedire agli ordini di Shinigami e non hanno altra scelta che unirsi agli altri sulla luna. |                                         |                             |
| 23 | Stand up D.W.M.A fight against the insanity | 22 dicembre 2012 ISBN 978-4-7575-3812-2 | 13 giugno 2013              |
| 23 | Capitoli - 098. Il processo delle streghe (魔女裁判 ?, Majo Saiban) - 099. Avanti! ( ヨーソロー ?, Yōsorō!) - 100. Verso la Luna (月へ ?, Tsuki e) - 101. Seconda guerra sulla Luna (parte 1) (第2次月面戦争（その 1) ?, Dai Ni-ji Getsumen Sensō 2 (sono ichi)) - 102. Seconda guerra sulla Luna (parte 2) (第2次月面戦争（その 2) ?, Dai Ni-ji Getsumen Sensō 2 (sono ni)) |                                         |                             |
| 23 | Trama Shinigami ordina a Kid e alla sua squadra di ritirarsi dalla luna per un istante. Annuncia che mentre Kid stava combattendo, stava negoziando con le streghe per dare un aiuto grazie alla loro abilità di Soul Protect che può impedire la lunghezza d'onda della follia di Kishin e fermare la guarigione dei Clown. Con Kim, Eruka, Free, Lisa e Arisa, Kid si reca nel regno delle streghe per proseguire i negoziati. Nel frattempo, Maka e Black Star finalmente arrivano sulla luna e si uniscono alla battaglia contro i Clown prima del ritorno di Kid con le streghe. Grazie all'abilità Soul Protect delle streghe, le forze della Shibusen possono tornare sulla luna e combattere i Clown. Maka e gli altri li sconfiggono e tutto ciò che rimane è il Kishin, ma ciò che preoccupa è che anche Crona sia già atterrato sulla luna. |                                         |                             |
| 24 | KISHIN ASURA has manifested on the moon | 22 giugno 2013 ISBN 978-4-7575-3979-2   | 12 dicembre 2013            |
| 24 | Capitoli - 103. Seconda guerra sulla Luna (parte 3) (第2次月面戦争（その 3) ?, Dai Ni-ji Getsumen Sensō 2 (sono san)) - 104. Il lato oscuro della Luna I (ザダークサイドオブザムーン I ?, Za Za Daku Saido Obu mun I) - 105. Il lato oscuro della Luna II (ザダークサイドオブザムーン II ?, Za Za Daku Saido Obu mun II) - 106. Il lato oscuro della Luna III (ザダークサイドオブザムーン III ?, Za Za Daku Saido Obu mun III) - 107. Il lato oscuro della Luna IV (ザダークサイドオブザムーン IV ?, Za Za Daku Saido Obu mun IV) |                                         |                             |
| 25 | The LAST simphony of SOUL EATER | 12 dicembre 2013 ISBN 978-4-7575-4163-4 | 19 giugno 2014              |
| 25 | Capitoli - 108. Il lato oscuro della Luna V (ザダークサイドオブザムーン V ?, Za Za Daku Saido Obu mun V) - 109. Il lato oscuro della Luna VI (ザダークサイドオブザムーン VI ?, Za Za Daku Saido Obu mun VI) - 110. Il lato oscuro della Luna VII (ザダークサイドオブザムーン VII ?, Za Za Daku Saido Obu mun VII) - 111. Il lato oscuro della Luna VIII (ザダークサイドオブザムーン VIII ?, Za Za Daku Saido Obu mun VIII) - 112. Il lato oscuro della Luna IX (ザダークサイドオブザムーン IX ?, Za Za Daku Saido Obu mun IX) - 113. Un'anima sana risiede in un corpo sano e in una mente sana (健全な精神と健全な心は健康な体の中に住む ?, Kenzen'naru tamashī wa, Kenzen'naru seishin to, Kenzen'naru nikutai ni yadoru) |                                         |                             |